# セサル・バロジェス
セサル・アウグスト・バロジェス・コルドバ（César Augusto Valoyes Córdoba スペイン語発音: [ˈsesaɾ βaˈloʝes]、1984年1月5日 - ）は、コロンビア・チョコ県出身の元サッカー選手。現役時代のポジションはフォワード。

## 経歴
コロンビア代表としてコパ・アメリカ2007に出場した。

## タイトル
インデペンディエンテ・メデジン
- カテゴリア・プリメーラA: 2004-I, 2009-II

## 代表歴
- コロンビア代表 2005-2007
  - コパ・アメリカ2007